# Massimo Pirri
Pour les articles homonymes, voir Pirri (homonymie).
Massimo Pirri, né le 10 novembre 1945 à Campagnano di Roma (Latium) et mort le 20 juin 2001 à Rome (Latium), est un réalisateur, documentariste et scénariste italien.

## Biographie
Pirri a joué de petits rôles en tant qu'acteur pendant ses études d'ingénieur et a ensuite travaillé comme assistant réalisateur auprès de Luciano Emmer et Folco Quilici,. En 1972, il réalise son premier film avec le documentaire Mattanza, qui a été suivi de plusieurs autres documentaires,. Parallèlement, il travaille dans la publicité. En 1975, il sort le premier de seulement cinq longs métrages, Calamo (it), l'histoire de deux frères et sœurs dont les projets de vie sont très différents. En 1977, dans Italia: ultimo atto?, il est l'un des premiers à s'intéresser aux liens entre les terroristes italiens et l'institution policière. L'année suivante, dans L'immoralità, considéré comme sa meilleure œuvre et très controversé, il raconte l'histoire inhabituelle d'un tueur en série dont une jeune fille tombe amoureuse. Le critique de cinéma Morando Morandini — par ailleurs oncle de l'un des scénaristes — a écrit que Pirri « n'a pas mis en scène le film, il l'a commis ». Tunnel, sorti en 1980, se déroule dans le monde de la toxicomanie, en esquissant la triste fin d'une génération rebelle. Helmut Berger y tient le rôle principal. Le dernier film de Pirri date de 1986 et est un film d'aventure mal accueilli par la critique. Son dernier projet, le court-métrage documentaire Il mestiere dello sceneggiature, est dédié au scénariste Tonino Guerra, avec la participation duquel il a été réalisé. Dans ses dernières années, il s'est intéressé à des histoires à thématique religieuse.

## Filmographie

### Réalisateur et scénariste
- 1975 : Calamo (it)
- 1977 : Italia: ultimo atto?
- 1978 : L'immoralità
- 1979 : Licanthropus, il figlio della notte
- 1980 : Tunnel (Eroina)
- 1986 : Meglio baciare un cobra (it)
- 1986 : Il mestiere dello sceneggiatore — court-métrage

### Acteur
- 1973 : Les Contes pervers (Novelle licenziose di vergini vogliose) de Joe D'Amato
- 1973 : Les Moines en folie (it) (Fra' Tazio da Velletri) de Romano Scandariato (it)
- 1980 : Tunnel (Eroina) de Massimo Pirri